# Alt (tasto)

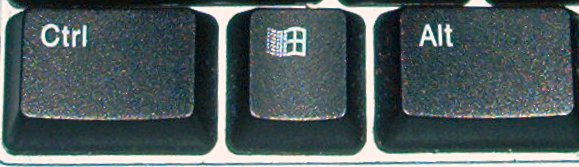
Il tasto alt sinistro su una tastiera Windows.

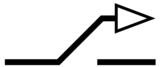
Pittogramma ISO/IEC 9995

In una tastiera per computer il tasto alt Alt è un tasto speciale che serve per cambiare (dall'inglese alternate, "alternativo") la funzione degli altri tasti premuti, operando in una maniera simile a quella del tasto Shift. Nelle tastiere inglesi esistono 2 tasti alt, posti ai lati della Barra spaziatrice mentre in molte tastiere internazionali, come quella italiana, l'alt di destra è detto alt gr Alt Gr e serve per visualizzare caratteri speciali quali i simboli delle valute.
Il tasto fa parte della nota combinazione control-alt-canc che, in origine, resettava il sistema operativo. Attualmente tale azione è ancora eseguita quando la combinazione è premuta in un terminale Linux mentre su altri sistemi, quali Windows, fa apparire un task manager.
Altre note combinazioni che vedono l'utilizzo del tasto alt sono Alt+F4, che chiude la finestra corrente, Alt+Tab ⇆, che passa alla finestra successiva e Alt+⇧ Maiuscolo+Tab ⇆ che passa a quella precedente. Premuto all'interno di un'applicazione, sia essa testuale che grafica, il tasto alt accede generalmente ai menu a tendina.

## Alt sui sistemi MS-DOS/Windows
Sui sistemi MS-DOS e Windows con questo tasto è possibile sia inserire le normali lettere già presenti nella tastiera, sia simboli speciali e altri caratteri del codice ASCII altrimenti difficilmente inseribili. I caratteri si inseriscono premendo il tasto alt e contemporaneamente digitando il corrispondente codice ASCII sul tastierino numerico.
Alcuni esempi sono:
- È = Alt+0200
- æ = Alt+145
- Ç = Alt+128
- ² = Alt+253
- º = Alt+167
- ª = Alt+166
- { = Alt+123
- } = Alt+125
- ~ = Alt+126
- « = Alt+174
- » = Alt+175
- ñ = Alt+164
- Ñ = Alt+165
- ¿ = Alt+168
- ® = Alt+0174
- ƒ = Alt+159
- – = Alt+0150
- ⌥ = Alt+8997

## Alt sui sistemi Linux
Sui sistemi Linux con X Window System il tasto alt svolge il compito di tasto speciale usato per attivare scorciatoie da tastiera simili a quelle dei sistemi Windows. Ad esempio la sua pressione nella finestra di una applicazione fa comparire le scorciatoie da tastiera per richiamare i menu a tendina mentre premendo Alt+F2 si richiama la finestra per l'esecuzione di un comando.

## Alt sui sistemi macOS

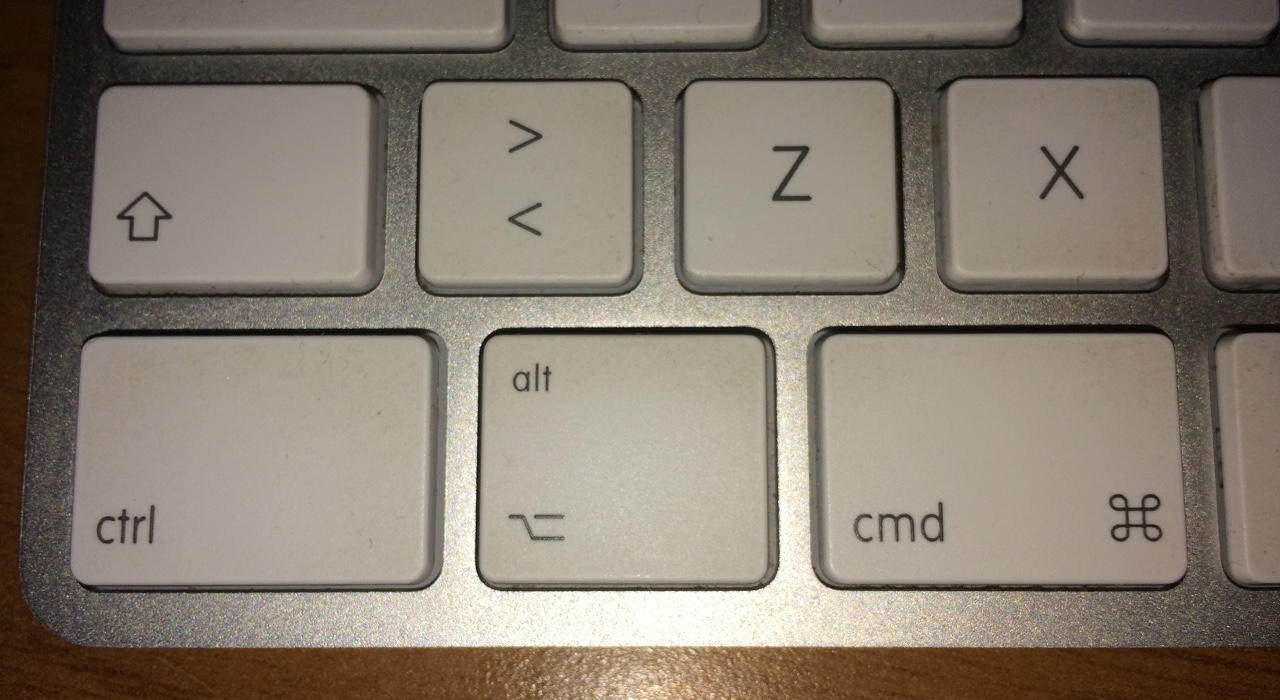
Il tasto alt su una tastiera Apple.

Sui sistemi macOS il tasto alt è conosciuto come option, in italiano opzione, ed ha simbolo "⌥". Nonostante il nome "opzione", il tasto riporta la dicitura alt: il cambio di denominazione è avvenuto sulle tastiere Apple non americane a partire dalla transizione dai processori PowerPC a quelli Intel. Svolge diverse funzioni, a seconda dell'applicazione in esecuzione. Ad esempio, su QuickTime X se vengono premuti i tasti « e » il filmato viene riavvolto o avanza di 2x, 4x o 8x ma premendoli in combinazione con il tasto ⌥ Opt la velocità viene incrementata di 0,1x. Se invece si clicca uno dei pulsanti della finestra di un'applicazione tenendo premuto il tasto ⌥ Opt l'azione scelta viene applicata a tutte le finestre dell'applicazione. Durante l'inserimento di testo, invece, premendo il tasto freccia → il cursore si sposta di una posizione verso destra mentre premendo la combinazione ⌥ Opt+→ il cursore si sposta alla fine della parola successiva. Sui sistemi macOS il tasto "Opzione" ha una funzione leggermente diversa che sui sistemi Windows: piuttosto che attivare funzioni alternative (per cui è deputato generalmente il tasto Comando), serve principalmente per inserire lettere accentate e simboli particolari, assomigliando in questo uso più al tasto Alt Gr che al tasto Alt.